# Licinia (Gattin des Scipio Nasica)
Licinia war eine im 1. Jahrhundert v. Chr. lebende vornehme Römerin und entstammte dem Plebejergeschlecht der Licinier. Ihre verwandtschaftlichen Beziehungen sind vor allem durch eine Stelle aus Ciceros Brutus bekannt. Demnach war sie die ältere Tochter des Konsuls von 95 v. Chr., Lucius Licinius Crassus, und der Mucia. Sie hatte eine jüngere gleichnamige Schwester, die Gaius Marius den Jüngeren heiratete. Wie Cicero meint, waren beide Schwestern rhetorisch sehr talentiert und hatten diese Fähigkeit von ihrem als großen Redner hervorgetretenen Vater geerbt, außerdem mütterlicherseits von ihrem Großvater Quintus Mucius Scaevola (Augur) (Konsul 117 v. Chr.) und Urgroßvater Gaius Laelius (Konsul 140 v. Chr.).
Licinia vermählte sich mit Publius Cornelius Scipio Nasica, der 93 v. Chr. als Prätor amtierte. Ein Sohn des Paares wurde von Quintus Caecilius Metellus Pius (Konsul 80 v. Chr.) adoptiert und hieß seitdem Quintus Caecilius Metellus Pius Scipio. Er verlor 46 v. Chr. gegen Gaius Iulius Caesar die Schlacht bei Thapsus und endete durch Selbstmord. Licinia hatte von ihrem Gatten einen weiteren Sohn, der von ihrem Vater testamentarisch adoptiert wurde, aber noch als junges Kind starb.